# Озерецьке
Озере́цьке (рос. Озерецкое) — село у складі Дмитровського міського округу Московської області, Росія.

## Населення
Населення — 243 особи (2010; 159 у 2002).
Національний склад (станом на 2002 рік):
- росіяни — 95 %